# Tipografia vernacular
A tipografia vernacular é uma forma de expressão gráfica que consiste na produção de letras e caracteres, em geral para peças de comunicação como cartazes, muros e fachadas e que tem como características principais os aspectos culturais e a informalidade técnica na confecção das letras.
Marcus Dohmann define que "paralelamente a uma tipografia denominada canônica, com suas regras e implicações, há aquela produzida por indivíduos que se encontram à margem do sistema.". Entre essas, pode se destacar a tipografia vernacular. Ela surge da necessidade de se transmitir algo e da falta de conhecimento acadêmico. Essa tipografia é criada, então, à partir da bagagem cultural dos indivíduos que a produzem e é um dos tipos de expressão do design vernacular.

## Visão geral

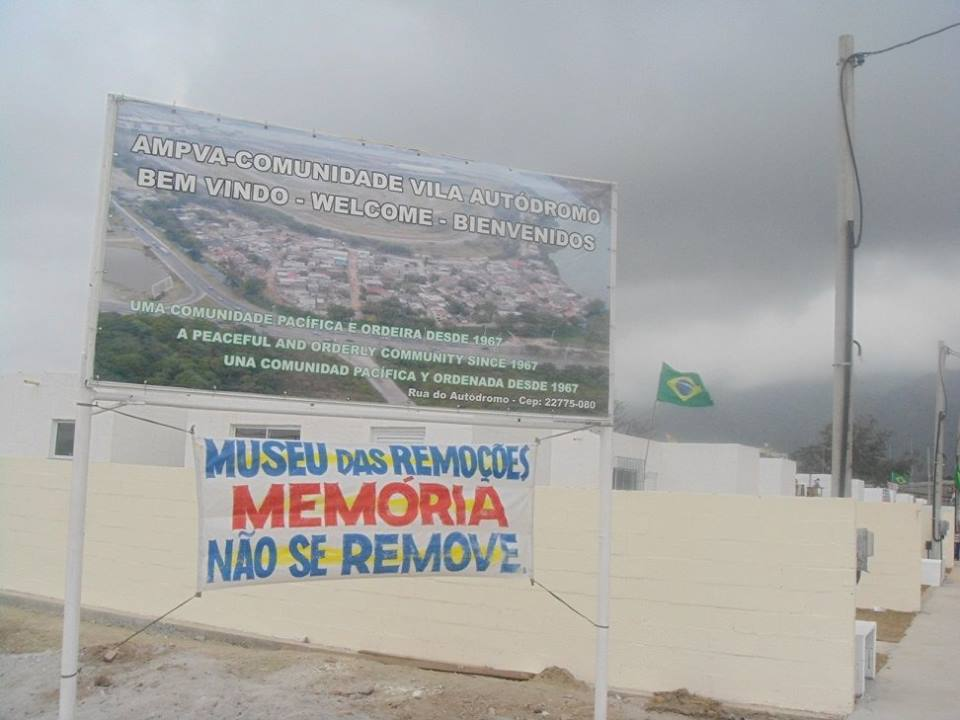
Placa na entrada da Vila Autódromo, na cidade do Rio de Janeiro. Abaixo da placa, faixa com tipografia vernacular apresenta a mensagem "Museu das Remoções: Memória não se remove".

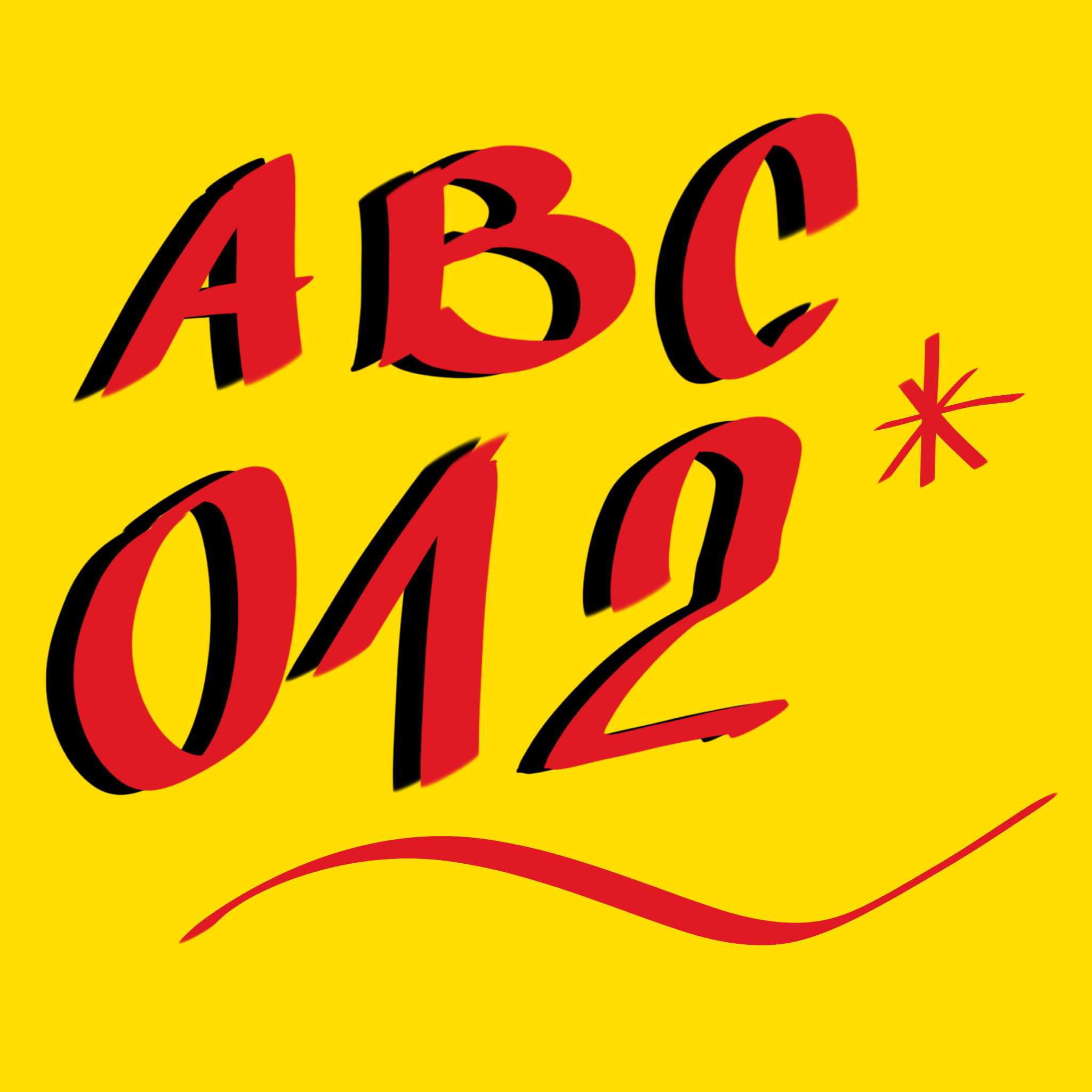
Caracteres mostrando exemplo de tipografia vernacular.

As peças de tipografia vernacular estão presentes nas cidades, dos grandes centros aos interiores, sua origem está na cultura urbana  e na necessidade de imediata comunicação visual e de acesso rápido. A tipografia vernacular é fortemente caracterizada pela incorporação de elementos culturais em sua produção.
É possível encontrar exemplos da tipografia vernacular nos comércios em geral, como forma de anúncio ou fachada dos estabelecimentos; bem como em manifestações artísticas e espontâneas em geral.
A tipografia vernacular segue 3 diretrizes que a caracterizam como tal:
- Primeiramente, por se tratar de uma forma de comunicação produzida e consumida pelas camadas sociais menos favorecidas, o tempo e material utilizados na sua confecção se ajustam a demanda desses consumidores. Sendo assim, tipógrafos usam da sua criatividade para diminuir os custos de produção. Isso muitas vezes se traduz em uso de superfícies improvisadas para a produção.Cartaz simulando técnicas vernaculares.

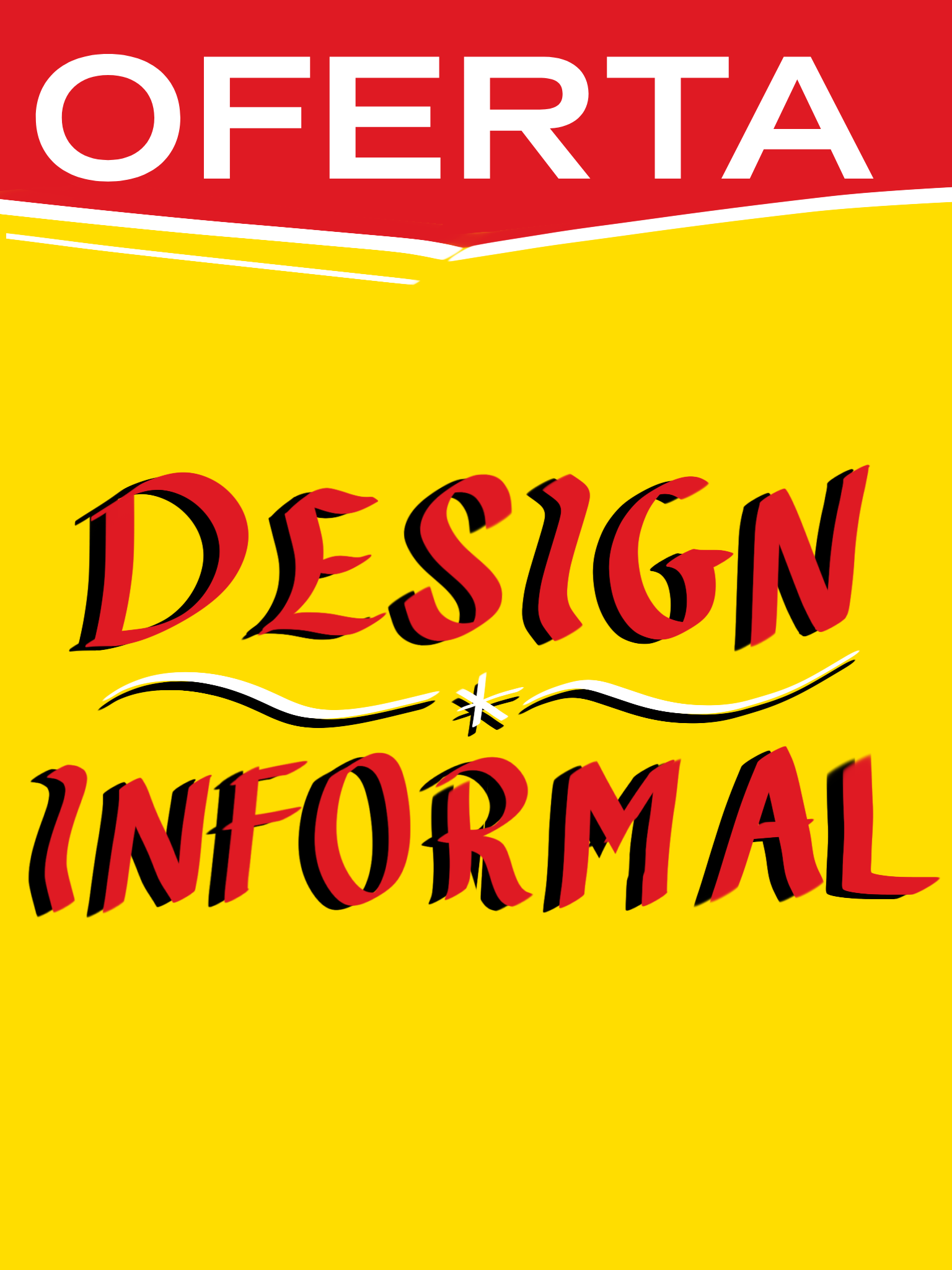
Cartaz simulando técnicas vernaculares.

- Os pintores que praticam essa arte normalmente não têm treinamento formal. As técnicas envolvidas nesse trabalho são passadas oralmente em uma relação de mestre-aprendiz e o ensinamento é feito por meio da repetição das técnicas na prática.

- Os tipógrafos não seguem regras formais para trabalhar. Cada pintor cria seu próprio estilo ao longo de sua vida profissional.[3]

## Referências vernaculares no design formal

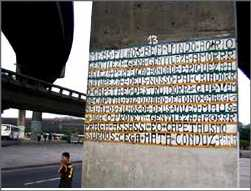
Uma das pilastras ilustradas pelo profeta Gentileza, Rio de Janeiro. A arte apresenta tipografia vernacular.